# Gaia Aprea
Gaia Aprea (Roma, 11 febbraio 1972) è un'attrice italiana.

## Biografia
Figlia di Bruno Aprea, pianista e direttore d’orchestra, si è iscritta all’Accademia nazionale d'arte drammatica, docente il regista  Mario Ferrero, dove si è diplomata nel 1994.
Dopo alcuni anni di importanti scritture (Glauco Mauri, Luca Ronconi, Theodoros Terzopoulos), nel 2000 ha iniziato a collaborare con il Teatro Stabile del Veneto, prevalentemente con il regista Luca De Fusco.
Nel 2004, poco più che trentenne, ha ricevuto il Premio E.T.I. Gli Olimpici del Teatro come Miglior attrice emergente. Nel 2005, per la prima volta ha interpretato il monologo in versi Giovanna d'Arco di Maria Luisa Spaziani, che sarà ripreso più volte nel corso degli anni confermandola come attrice di talento: «Una grazia leggera eppure consapevole e matura che, unita a un talento poliedrico diviso tra recitazione e bel canto, fa di Gaia Aprea una delle giovani interpreti più interessanti e duttili della nostra scena.».
Nel 2000 lo spettacolo Peines de cœur d'une chatte francaise regia di Alfredo Arias, di cui è stata protagonista, ha vinto il premio Moliere a Parigi come miglior spettacolo musicale.
Nel 2011 ha iniziato la collaborazione con il Teatro Stabile di Napoli partecipando alla realizzazione de L'opera da tre soldi, con Massimo Ranieri e Lina Sastri.
Nel 2018 è arrivato per lei un altro importante riconoscimento: il premio Le Maschere del Teatro italiano come miglior attrice protagonista per Sei personaggi in cerca d'autore.

## Vita privata
È stata sposata con l'attore e regista Massimo Popolizio. Si sono separati nel 2021.

## Teatro
- Appuntamento d’amore di Aldo De Benedetti, regia di Massimiliano Virgilii. Teatro dei Satiri di Roma. 5 febbraio 1991.
- Il mito di Orfeo di Maricla Boggio, regia di Mario Ferrero. Chiostro dell'Accademia di Spagna, 17 giugno 1992. (saggio del I anno)
- Paese di mare di Natalia Ginzburg, regia di Mario Ferrero. Todi Festival, 26 agosto 1992.
- Macbeth di William Shakespeare, regia di David Gallarello. Accademia nazionale d’arte drammatica di Roma (1993)
- Perché all'amore non si risponde con l'amore?, da Anton Čechov, regia di Mario Ferrero. Teatro Studio Duse di Roma (1993) (saggio del II anno)
- Il libro dei sogni di Jorge Luis Borges, regia di Luigi Maria Musati (1993)
- Minetti di Thomas Bernhard, regia di Domenico Polidoro. Teatro Studio Duse di Roma (1994)
- Amras di Thomas Bernhard, regia di Domenico Polidoro. Teatro Studio Duse di Roma (1994)
- Shakespeare o delle ambiguità, da William Shakespeare, regia di Mario Ferrero. Teatro Valle di Roma (giugno 1994) (saggio del III anno)
- In principio, dalla Genesi, regia di Luigi Maria Musati (1994)
- Edipo re e Edipo a Colono di Sofocle, regia di Glauco Mauri. Teatro Carcano di Milano, 14 marzo 1995.
- Antigone di Sofocle, regia di Theodoros Terzopoulos. Teatro antico di Epidauro, 19 agosto 1995.
- Combattimenti di Giancarlo Di Giovine, regia di Alessandro Marinuzzi (estate 1996)
- Eliogabalus di Antonin Artaud, regia di Tommaso Trak. Santa Maria dello Spasimo di Palermo (1996)
- La tempesta di William Shakespeare, regia di Glauco Mauri. Teatro Eliseo di Roma, 4 febbraio 1997.
- Studio per affari tra scimmie di Giancarlo Di Giovine, regia di Alessandro Marinuzzi. Teatro degli Astrusi di Montalcino, 22 agosto 1998.
- Operette morali di Giacomo Leopardi, regia di Piero Maccarinelli. Teatro dell’Angelo di Roma, 30 giugno 1998.
- Il conte di Lussemburgo di Franz Lehár, regia di Ivan Stefanutti. Teatro Verdi di Trieste, 1⁰ agosto 1998.
- Questa sera si recita a soggetto di Luigi Pirandello, regia di Luca Ronconi. Teatro Nacional D. Maria II di Lisbona, 7 maggio 1998; Teatro Argentina di Roma, 9 dicembre 1998.
- Cabaret da viaggio, testo e regia di Vittorio Franceschi. Roma, 14 maggio 1999
- Rose Marie di Rudolf Friml, regia di Ivan Stefanutti. Teatro Verdi di Trieste, 29 giugno 1999.
- Barbablù di Jacques Offenbach (1999)
- Peines de cœur d'une chatte française di Alfredo Arias e René de Ceccatty, regia di Alfredo Arias e Marilù Marini. Maison de la Culture de Loire-Atlantique di Nantes, 29 settembre 1999.
- Pene di cuore di una gatta francese di Alfredo Arias e René de Ceccatty, regia di Alfredo Arias e Marilù Marini. Politeama Garibaldi di Palermo, 28 ottobre 1999.
- Gaia Aprea canta Kurt Weill. Teatro Argentina di Roma, 24 maggio 2000.
- Pierrot Lunaire di Arnold Schönberg, direttore Marco Angius (2000)
- L'isola del tesoro, riduzione di Giuseppe Manfridi, regia di Luca De Fusco. Cavana del Portello di Padova, 7 luglio 2000. (prima parte)
- L'isola del tesoro, riduzione di Giuseppe Manfridi, regia di Luca De Fusco. Teatro Verde dell'Isola di San Giorgio di Venezia, 11 luglio 2000. (seconda parte)
- Il viaggio a Venezia di Enrico Groppali, regia di Luca De Fusco. Teatro Olimpico di Vicenza (settembre 2001)
- Cronache italiane, da Stendhal, regia di Luca De Fusco. Teatro La Fenice di Venezia, 24 novembre 2001.
- Ifigenia in Tauride di Wolfgang Goethe, regia di Jacques Lassalle. Teatro Olimpico di Vicenza, 3 ottobre 2002.
- La bottega del caffè di Carlo Goldoni, regia di Luca De Fusco. Teatro Stabile del Veneto Carlo Goldoni, 24 novembre 2002.
- Eloisa e Abelardo. Vittorio Veneto, 11 luglio 2003.
- Memoires, da Carlo Goldoni, regia Maurizio Scaparro. Teatro Valle di Roma, 21 gennaio 2004.
- George Dandin o il marito confuso di Molière, regia di Luca De Fusco. Teatro Goldoni di Venezia, 2 aprile 2004.
- La trilogia della villeggiatura di Carlo Goldoni, regia Luca De Fusco. Teatro Verdi di Padova, 5 aprile 2005.
- Giovanna d'Arco di Maria Luisa Spaziani, regia di Luca De Fusco. Villa Doria Pamphilj di Roma, 6 settembre 2005.
- Il mercante di Venezia di William Shakespeare, regia di Luca De Fusco. Teatro romano di Verona, 12 luglio 2006.
- Polvere ovvero la storia del teatro, drammaturgia e regia di Daniela Nicosia. Teatro Goldoni di Venezia, 21 luglio 2006.
- La famiglia dell'antiquario di Carlo Goldoni, regia Lluís Pasqual. Teatro Goldoni di Venezia, 18 luglio 2007.
- Lei. Cinque storie per Casanova, monologo di Paola Capriolo, regia di Luca De Fusco. Certosa di San Martino di Napoli, 13 giugno 2008.
- Edipo, da Sofocle, regia di Lluís Pasqual. Teatro Olimpico di Vicenza, 25 settembre 2008.
- Peccato che sia una sgualdrina di John Ford, regia di Luca De Fusco. Teatro Goldoni di Venezia, 5 novembre 2008.
- L'impresario delle Smirne di Carlo Goldoni, regia di Luca De Fusco. Teatro Malibran di Venezia, 25 febbraio 2009.
- Vestire gli ignudi di Luigi Pirandello, regia di Luca De Fusco. Arena del Sole di Bologna, 22 marzo 2010.
- Andromaca di Euripide, regia di Luca De Fusco. Teatro greco di Siracusa, 12 maggio 2011.
- L'opera da tre soldi di Bertolt Brecht e Kurt Weill, regia di Luca De Fusco. Real Albergo dei Poveri di Napoli, 13 luglio 2011.
- La casa di Bernarda Alba di Federico García Lorca, regia di Lluís Pasqual. Teatro Mercadante di Napoli, 30 settembre 2011.
- Giovanna d'Arco di Maria Luisa Spaziani, regia di Luca De Fusco. Ridotto del Teatro Mercadante di Napoli, 10 novembre 2011.
- Prometeo di Eschilo, regia di Claudio Longhi. Teatro greco di Siracusa, 11 maggio 2012.
- Le Baccanti di Euripide, regia di Antonio Calenda. Teatro greco di Siracusa, 12 maggio 2012.
- Antigone di Valeria Parrella, regia di Luca De Fusco. Teatro Mercadante di Napoli, 25 settembre 2012.
- Un paio di occhiali, da Anna Maria Ortese, regia di Luca De Fusco.Ridotto del Teatro Mercadante di Napoli, 15 gennaio 2013.
- Stasis. La città divisa di Giovanna Botteri e Giuseppe De Rita, regia di Claudio Longhi. Aula Magna di Santa Lucia di Bologna, 16 maggio 2013.
- Antonio e Cleopatra di William Shakespeare, regia di Luca De Fusco. Teatro Mercadante di Napoli, 9 giugno 2013.
- Il giardino dei ciliegi di Anton Čechov, regia di Luca De Fusco. Teatro Mercadante di Napoli, 8 giugno 2014.
- D’estate con la barca di Giuseppe Patroni Griffi, regia di Luca De Fusco. Ridotto del Teatro Mercadante di Napoli, 3 novembre 2014.
- Zio Vanja di Anton Čechov, regia di Pierpaolo Sepe. Teatro Mercadante di Napoli, 25 marzo 2015.
- Orestea di Eschilo, regia di Luca De Fusco. Teatro Mercadante di Napoli, 24 novembre 2015.
- Macbeth di William Shakespeare, regia di Luca De Fusco. Teatro Mercadante di Napoli, 26 ottobre 2016.
- Madame Pink, commedia con cane e canzoni di Alfredo Arias e René de Ceccatty, regia di Alfredo Arias. Teatro Mercadante di Napoli, 1⁰ marzo 2017; Théâtre du Rond-Point di Parigi, 13 marzo 2019.
- Sei personaggi in cerca d'autore di Luigi Pirandello, regia di Luca De Fusco, Napoli, Teatro Mercadante, 25 ottobre 2017.
- Eden Teatro di Raffaele Viviani, regia di Alfredo Arias. Teatro San Ferdinando di Napoli, 27 febbraio 2018.
- Salomè di Oscar Wilde, regia di Luca De Fusco. Teatro Grande di Pompei, 21 giugno 2018.
- La tempesta di William Shakespeare, regia di Luca De Fusco. Teatro Grande di Pompei, 20 giugno 2019.
- Coefore Eumenidi di Eschilo, regia di Davide Livermore. Teatro greco di Siracusa, 3 luglio 2021.
- La maîtresse, da Nell Kimball, regia di Gaia Aprea. Teatro Sannazaro di Napoli, 15 ottobre 2021.
- Agamennone di Eschilo, regia di Davide Livermore. Teatro greco di Siracusa, 17 maggio 2022.
- Maria Stuada di Friedrich Schiller, regia di Davide Livermore. Teatro Nazionale di Genova, 18 ottobre 2022.
- Fedra (Ippolito portatore di corona), di Euripide, regia di Paul Curran. Teatro greco di Siracusa, 11 maggio 2024.

## Televisione
- Un posto al sole – soap opera, 3 puntate (Rai Tre, 1999)
- Carabinieri – serie TV, episodio 3x15 (Canale 5, 2004)

## Riconoscimenti
- 2004 – Premio E.T.I. Gli Olimpici del Teatro Miglior attrice emergente
- 2018 – Premio Le Maschere del Teatro italiano Miglior attrice protagonista per Sei personaggi in cerca d'autore
- 2024 – Premio Stampa Teatro 2024 per Fedra[7]